# Trentepohlia (Trentepohlia) centrofusca
Trentepohlia (Trentepohlia) centrofusca is een tweevleugelige uit de familie steltmuggen (Limoniidae). De soort komt voor in het Afrotropisch gebied.